# ADO in het seizoen 1969/70
Het seizoen 1969/1970 was het 16e jaar in het bestaan van de Haagse betaaldvoetbalclub ADO. De club kwam uit in de Eredivisie en eindigde daarin op de zesde plaats. Tevens deed de club mee aan het toernooi om de KNVB Beker, hierin werd in de kwartfinale verloren van PSV (0–2).

## Wedstrijdstatistieken

### Eredivisie
|       | Ajax  | AZ '67 | DOS   | DWS   | Feijenoord | Go Ahead | GVAV  | Haarlem | Holland Sport | MVV   | NAC   | N.E.C. | PSV   | Sparta | SVV   | Telstar | FC Twente '65 |
| ----- | ----- | ------ | ----- | ----- | ---------- | -------- | ----- | ------- | ------------- | ----- | ----- | ------ | ----- | ------ | ----- | ------- | ------------- |
| Thuis | 1 – 1 | 4 – 0  | 5 – 0 | 1 – 1 | 0 – 2      | 0 – 0    | 1 – 0 | 0 – 0   | 1 – 1         | 1 – 1 | 5 – 0 | 0 – 0  | 2 – 1 | 2 – 0  | 5 – 0 | 1 – 1   | 4 – 1         |
| Uit   | 2 – 1 | 1 – 1  | 1 – 1 | 1 – 0 | 0 – 0      | 2 – 0    | 0 – 2 | 2 – 0   | 4 – 2         | 2 – 2 | 0 – 2 | 0 – 3  | 3 – 1 | 1 – 2  | 1 – 3 | 1 – 2   | 3 – 1         |

### KNVB Beker
| 1e ronde                                         | FC VVV                                                                      | 0 – 6 (0 – 4)                         | ADO                                                                             |
| 19 oktober 1969 Plaats: Venlo De Kraal           |                                                                             |                                       | 25' Joop Korevaar 27', 29', 31', 60' Niels-Christian Holmstrøm 89' Aad Mansveld |
| 2e ronde                                         | ADO                                                                         | 4 – 1 (3 – 0)                         | DOS                                                                             |
| 1 maart 1970 Plaats: Den Haag Zuiderparkstadion  | Harald Berg 27' René Pas 32' Niels-Christian Holmstrøm 40' Aad Mansveld 80' |                                       | 65' Leo van Veen                                                                |
| 3e ronde                                         | ADO                                                                         | 2 – 2 (0 – 1, 2 – 2) Na strafschoppen | Haarlem                                                                         |
| 12 april 1970 Plaats: Den Haag Zuiderparkstadion | Lex Schoenmaker 65' Harry Vos 88'                                           |                                       | 12' Beer Wentink 75' (pen.) Wietze Couperus                                     |
| Kwartfinale                                      | PSV                                                                         | 2 – 0 (0 – 0)                         | ADO                                                                             |
| 22 april 1970 Plaats: Eindhoven Philips Stadion  | Willy van der Kuijlen 89' Bent Schmidt-Hansen 90'                           |                                       |                                                                                 |

## Statistieken ADO 1959/1960

### Eindstand ADO in de Nederlandse Eredivisie 1959 / 1960
| Stand | Gespeeld | Gewonnen | Gelijk | Verloren | Punten | Doelpunten voor | Doelpunten tegen |
| ----- | -------- | -------- | ------ | -------- | ------ | --------------- | ---------------- |
| 6e    | 34       | 14       | 12     | 8        | 40     | 56              | 33               |

### Topscorers
| #                 | Naam                      | Goal |
| ----------------- | ------------------------- | ---- |
| 1.                | Harald Berg               | 17   |
| 2.                | Niels-Christian Holmstrøm | 8    |
| 3.                | Lex Schoenmaker           | 7    |
| 4.                | Louis de Puyt             | 5    |
| 4.                | Piet de Zoete             | 5    |
| 6.                | René Pas                  | 4    |
| 7.                | Aad Mansveld              | 3    |
| 8.                | Joop Korevaar             | 2    |
| 9.                | Dick Advocaat             | 1    |
| 9.                | Theo van der Burch        | 1    |
| 9.                | Wim Looye                 | 1    |
| 9.                | Harry Vos                 | 1    |
| Onbekend doelpunt |                           |      |
| –                 | Onbekend                  | 1    |
| Totaal            | Totaal                    | 56   |

| #      | Naam                      | Goal |
| ------ | ------------------------- | ---- |
| 1.     | Niels-Christian Holmstrøm | 5    |
| 2.     | Aad Mansveld              | 2    |
| 3.     | Harald Berg               | 1    |
| 3.     | Joop Korevaar             | 1    |
| 3.     | René Pas                  | 1    |
| 3.     | Lex Schoenmaker           | 1    |
| 3.     | Harry Vos                 | 1    |
| Totaal | Totaal                    | 12   |

## Voetnoten
ADO ·
Ajax ·
AZ '67 ·
DOS ·
DWS ·
Feijenoord ·
Go Ahead ·
Haarlem ·
Holland Sport ·
GVAV ·
MVV ·
NAC ·
N.E.C. ·
PSV ·
Sparta ·
SVV ·
Telstar ·
FC Twente '65